# 脳プロブレム
『脳プロブレム』（のうプロブレム）は、リイド社より発行された水田恐竜の漫画単行本。サブタイトルは「水田恐竜作品集」

## 概要
作者がリイド社で発刊した5冊目の単行本。掲載雑誌は全作品不明。

### 脳プロブレム
表題作。ページ数は約20ページと短い。

#### 登場人物
ウブ美
名前の通りウブな性格の女子校生で、憧れの先輩に様々な方法で告白しようとするも全て不発に終わる。中盤で友人からアドバイスを受けるがアドバイスとずれた行動をとり、友人から呆れられてしまう。
また、オナニーをする時はバイブ等の道具を使うが、全て巨大だったため友人に没収されてしまう（友人に相談するまでは「好きな人の事を想像しながらオナニーするのは変」と思い込んでいた）。

### 平成アンモNIGHT（ないと）
掲載雑誌は不明だが、「野菜のスープ」のネタで1コマ目の下に「94年に描いてます」と書かれていた。

#### 登場人物
担当ちゃあ
鈴つきの首輪をつけたバニーガールの姿で登場する（ただし一度だけ普通の姿で登場した）。
作中での出番は小さな姿で登場し丸い札で女性キャラのアソコを隠したり、作者のデタラメな豆知識に「嘘を描くな。嘘を」とつっこんだりしていた。ちなみに4回目の扉絵には大きな姿で丸い札を持っていた。
5回目の扉絵で自画像を描いたが作者は「バケモノのようっス」とつっこんだ。
「ちゃあ」と言う名前は作者の思い出話をしているネタで明かされた。

### けろけろふろっきぃ
半身半ガエルの女子高生・河津ラナちゃんが、彼氏の黒柳君とラブラブかつドタバタを繰り広げる4コマギャグ漫画。

#### 登場人物
河津（かわづ）ラナ
世にも珍しい半身半ガエルの女子高生。初登場でいきなり黒柳君に告白した。
足がカエルになったきっかけは、とあるカップルがエッチした後で田んぼにコンドームを投げ捨て、田んぼのオタマジャクシに囲まれて育った事である。そのためラナちゃんは孤児院育ちであり、クリスマスには毎年孤児院に慰問に行く。
舌がカエルの様に伸び、ハエを見つけると食事中にもかかわらず人目を気にせず食べてしまう（黒柳君が射精した時、精虫を瞬時に舌で受け止めた事もある）。
黒柳君とよくエッチをするが、アナルだけは抵抗した。理由は子供の頃に近所の悪ガキに尻にストローを突っ込んで膨らまされたため（黒柳君は「膨らんだの？」と引いていた）。
最終回で妊娠し、出産ならぬ産卵をした。そして20日後に孵化して大家族ができ、子育てに忙しくなり学校に来なくなったが、子供はオッパイとイトミミズで育つので生活は意外と楽らしい（ただし黒柳君は名前をつけるのが大変だった上、引越しを予定していた）。
黒柳君
ラナちゃんの彼氏。初期の頃はラナちゃんの事を少し気持ち悪がっていたが、何度かラナちゃんとエッチをした事でふっ切れる。
ラナちゃんが産卵した時「進学は諦めて就職する」予定だったが、在学中に孵化したので学校が終わると毎日コンビニでバイトに精を出していた。

### スーパーサバイバー
ある日、文明が崩壊し人類は再び原始生活を始めるようになった。

#### 登場人物
都会育ちの青年
都会育ちのため狩りや植物の知識が無く、ベテランに色々と教わるまでは非常に苦労していた（例.拭きごこちのいい葉っぱを食べてしまい下痢を起こしたなど）。
狩りのベテラン
ウサギを素手で沢山捕まえるなど狩りの腕は相当なものだが、何故か文明が崩壊した状況でバニーガールの衣装を2着も持っていた（もう1着は青年に着せた）。
狩りの知識は豊富だが、ツチノコは何故か知らない。
田舎出身の女子校生
田舎育ちだったためイナゴやハチの子等の食べられる虫をよく食べていたが、ヘビは苦手。
ベテラン曰くサナダムシが腹の中に寄生しており「ケツからちょろっと出てきたのを見た」とのこと。
ちなみにベテランが大きな魚を釣った時に「ヤらせてくれ」と頼まれるが、大きな魚では「オッパイモミモミ」しかさせてくれなかった。

### ゆ～こモラトリアム
本作については「ゆ～こモラトリアム」を参照